# Тринково (Старозагорська область)
Три́нково (болг. Трънково) — село в Старозагорській області Болгарії. Входить до складу общини Раднево.

## Населення
За даними перепису населення 2011 року у селі проживали 435 осіб.
Національний склад населення села:
| Національність   | Кількість осіб | Відсоток |
| ---------------- | -------------- | -------- |
| болгари          | 284            | 80,2%    |
| цигани           | 65             | 18,4%    |
| Всього відповіли | 354            |          |

Розподіл населення за віком у 2011 році:
Динаміка населення: